# Dirang Moloi
Dirang Moloi (sinh ngày 28 tháng 11 năm 1985) là một cầu thủ bóng đá người Botswana, thi đấu cho CHDC câu lạc bộ Congo CS Don Bosco ở Linafoot.

## Sự nghiệp
Moloi bắt đầu sự nghiệp 2005 cùng với Notwane FC ở Gaborone. Sau 4,5 năm anh rời Notwane và ký hợp đồng cho Mochudi Centre Chiefs.
Năm 2010 tiền vệ này được cho mượn đến Vasco da Gama của Premier Soccer League ở Nam Phi. Vào tháng 4 năm 2011 anh trở lại Mochudi Centre Chiefs.
Năm 2017, anh ký hợp đồng với Gaborone United tại Giải bóng đá ngoại hạng Botswana.

### Quốc tế
Moloi đá 11 trận cho Đội tuyển bóng đá quốc gia Botswana.